# Surfing la Jocurile Olimpice de vară din 2024 - shortboard feminin
Proba de surfing shortboard feminin de la Jocurile Olimpice de vară din 2024 a avut loc în perioada 25 iulie-5 august 2021 la Teahupoʻo, Tahiti, un teritoriu francez din Polinezia Franceză.

## Program
Competiția a fost stabilită inițial să se desfășoare pe parcursul a 4 zile între 27 și 30 iulie, cu o perioadă de rezervă de 5 zile între 31 iulie și 5 august, dacă este necesar.
Pe 29 iulie, vremea a devenit periculoasă spre sfârșitul rundei a treia a probei masculine de shortboard, forțând anularea rundei a treia din proba feminină. Valurile au continuat să fie prea aspre pentru competiție în următoarele două zile, lăsând ultima rundă 3 din proba feminină și toate finalele reprogramate pentru 1 și 3 august.
Competiția a fost din nou suspendată pe 3 și 4 august, semifinalele și finalele fiind stabilite provizoriu pentru 5 august.
| Rundă                                                                  | Datele inițiale         | Datele modificate   | Orele inițiale    | Orele modificate  |
| ---------------------------------------------------------------------- | ----------------------- | ------------------- | ----------------- | ----------------- |
| Runda 1                                                                | Sâmbătă, 27 iulie 2024  | N/A                 | 11:48             | N/A               |
| Runda 2                                                                | Duminică, 28 iulie 2024 | N/A                 | 11:48             | N/A               |
| Runda 3 (Optimi de finală)                                             | Luni, 29 iulie 2024     | N/A                 | 7:00              | N/A               |
| Sferturi de finală                                                     | Marți, 30 iulie 2024    | Joi, 1 august 2024  | 7:00              | 11:48             |
| Semifinale Meciul pentru medalia de bronz Meciul pentru medalia de aur | Marți, 30 iulie 2024    | Luni, 5 august 2024 | 11:48 14:12 15:34 | 10:30 12:54 14:16 |

## Rezultate

### Runda 1
Prima rundă a fost neeliminatorie. Sportivele au fost repartizate în opt serii a câte trei fiecare, cea mai bună din serie avansând direct în Runda 3. Ultimele două sportive s-au calificat în Runda 2, prima rundă eliminatorie..

#### Seria 1
| Loc | Sportivă            | Țară                       | Valuri | Valuri | Valuri | Valuri | Valuri | Scor total | Note |
| Loc | Sportivă            | Țară                       | 1      | 2      | 3      | 4      | 5      | Scor total | Note |
| --- | ------------------- | -------------------------- | ------ | ------ | ------ | ------ | ------ | ---------- | ---- |
| 1   | Caroline Marks [9]  | Statele Unite ale Americii | 2,00   | 8,50   | 1,50   | 2,37   | 9,43   | 17,93      | R3   |
| 2   | Sarah Baum [17]     | Africa de Sud              | 1,00   | 5,67   | 2,80   | 2,73   | 0,27   | 8,47       | R2   |
| 3   | Yolanda Hopkins [8] | Portugalia                 | 2,50   | 4,50   | 0,60   | 0,60   | 0,20   | 7,00       | R2   |

#### Seria 2
| Loc | Sportivă                       | Țară   | Valuri | Valuri | Valuri | Valuri | Valuri | Valuri | Valuri | Valuri | Scor total | Note |
| Loc | Sportivă                       | Țară   | 1      | 2      | 3      | 4      | 5      | 6      | 7      | 8      | Scor total | Note |
| --- | ------------------------------ | ------ | ------ | ------ | ------ | ------ | ------ | ------ | ------ | ------ | ---------- | ---- |
| 1   | Vahiné Fierro [21]             | Franța | 1,33   | 6,17   | 2,43   | 5,00   |        |        |        |        | 11,17      | R3   |
| 2   | Sol Aguirre [4]                | Peru   | 0,43   | 0,20   | 1,10   | 0,70   | 1,90   | 0,63   | 2,40   | 1,10   | 4,30       | R2   |
| 3   | Janire Gonzalez-Etxabarri [13] | Spania | 0,70   | 0,97   | 1,30   | 1,13   |        |        |        |        | 2,43       | R2   |

#### Seria 3
| Loc | Sportivă                | Țară      | Valuri | Valuri | Valuri | Valuri | Valuri | Valuri | Valuri | Scor total | Note |
| Loc | Sportivă                | Țară      | 1      | 2      | 3      | 4      | 5      | 6      | 7      | Scor total | Note |
| --- | ----------------------- | --------- | ------ | ------ | ------ | ------ | ------ | ------ | ------ | ---------- | ---- |
| 1   | Tyler Wright [20]       | Australia | 1,17   | 4,17   | 3,50   | 2,33   | 1,27   | 3,20   | 2,07   | 7,67       | R3   |
| 2   | Anat Lelior [5]         | Israel    | 0,50   | 0,43   | 3,23   | 2,20   |        |        |        | 5,43       | R2   |
| 3   | Sanoa Dempfle-Olin [12] | Canada    | 2,83   | 2,00   | 1,67   | 0,50   |        |        |        | 4,83       | R2   |

#### Seria 4
| Loc | Sportivă                | Țară                       | Valuri | Valuri | Valuri | Valuri | Valuri | Valuri | Scor total | Note |
| Loc | Sportivă                | Țară                       | 1      | 2      | 3      | 4      | 5      | 6      | Scor total | Note |
| --- | ----------------------- | -------------------------- | ------ | ------ | ------ | ------ | ------ | ------ | ---------- | ---- |
| 1   | Caitlin Simmers [24]    | Statele Unite ale Americii | 1,83   | 6,50   | 0,50   | 6,43   | 1,40   | 3,83   | 12,93      | R3   |
| 2   | Tatiana Weston-Webb [1] | Brazilia                   | 5,83   | 1,93   | 0,23   | 4,50   |        |        | 10,33      | R2   |
| 3   | Molly Picklum [16]      | Australia                  | 1,57   | 0,93   | 2,67   | 5,77   |        |        | 8,44       | R2   |

#### Seria 5
| Loc | Sportivă               | Țară       | Valuri | Valuri | Valuri | Valuri | Valuri | Scor total | Note |
| Loc | Sportivă               | Țară       | 1      | 2      | 3      | 4      | 5      | Scor total | Note |
| --- | ---------------------- | ---------- | ------ | ------ | ------ | ------ | ------ | ---------- | ---- |
| 1   | Brisa Hennessy [15]    | Costa Rica | 8,33   | 3,33   | 6,50   | 7,23   |        | 15,56      | R3   |
| 2   | Johanne Defay [2]      | Franța     | 0,33   | 2,33   | 2,33   | 5,00   | 4,50   | 9,50       | R2   |
| 3   | Candelaria Resano [23] | Nicaragua  | 0,83   | 1,33   | 3,43   | 6,00   | 0,50   | 9,43       | R2   |

#### Seria 6
| Loc | Sportivă          | Țară     | Valuri | Valuri | Valuri | Valuri | Valuri | Scor total | Note |
| Loc | Sportivă          | Țară     | 1      | 2      | 3      | 4      | 5      | Scor total | Note |
| --- | ----------------- | -------- | ------ | ------ | ------ | ------ | ------ | ---------- | ---- |
| 1   | Luana Silva [19]  | Brazilia | 1,00   | 2,77   | 4,50   |        |        | 7,27       | R3   |
| 2   | Tainá Hinckel [6] | Brazilia | 0,57   | 2,50   | 1,70   | 2,83   | 2,90   | 5,73       | R2   |
| 3   | Camilla Kemp [11] | Germania | 2,00   | 0,53   | 0,80   | 0,20   |        | 2,80       | R2   |

#### Seria 7
| Loc | Sportivă            | Țară          | Valuri | Valuri | Valuri | Valuri | Valuri | Scor total | Note |
| Loc | Sportivă            | Țară          | 1      | 2      | 3      | 4      | 5      | Scor total | Note |
| --- | ------------------- | ------------- | ------ | ------ | ------ | ------ | ------ | ---------- | ---- |
| 1   | Nadia Erostarbe [3] | Spania        | 8,33   | 3,83   | 3,57   | 5,50   | 1,63   | 13,83      | R3   |
| 2   | Saffi Vette [22]    | Noua Zeelandă | 2,33   | 4,73   | 2,77   |        |        | 7,50       | R2   |
| 3   | Yang Siqi [14]      | China         | 2,50   | 1,00   | 0,80   | 2,90   | 0,33   | 5,40       | R2   |

#### Seria 8
| Loc | Sportivă             | Țară                       | Valuri | Valuri | Valuri | Valuri | Valuri | Valuri | Scor total | Note |
| Loc | Sportivă             | Țară                       | 1      | 2      | 3      | 4      | 5      | 6      | Scor total | Note |
| --- | -------------------- | -------------------------- | ------ | ------ | ------ | ------ | ------ | ------ | ---------- | ---- |
| 1   | Carissa Moore [7]    | Statele Unite ale Americii | 3,83   | 6,17   | 9,00   | 7,50   |        |        | 16,50      | R3   |
| 2   | Shino Matsuda [18]   | Japonia                    | 0,63   | 8,33   | 2,33   | 1,07   | 2,83   |        | 11,16      | R2   |
| 3   | Teresa Bonvalot [10] | Portugalia                 | 5,17   | 0,27   | 5,17   | 0,87   | 3,60   | 1,47   | 10,34      | R2   |

### Runda 2
În runda a doua, sportivele au fost repartizate în opt serii a câte două fiecare, cea mai bună avansând în runda a treia (optimi de finală), iar a doua fiind eliminată.

#### Seria 1
| Loc | Sportivă        | Țară  | Valuri | Valuri | Valuri | Valuri | Valuri | Scor total | Note |
| Loc | Sportivă        | Țară  | 1      | 2      | 3      | 4      | 5      | Scor total | Note |
| --- | --------------- | ----- | ------ | ------ | ------ | ------ | ------ | ---------- | ---- |
| 1   | Siqi Yang [14]  | China | 3,00   | 4,50   | 0,70   | 2,90   | 4,17   | 8,67       | R3   |
| 2   | Sol Aguirre [4] | Peru  | 2,00   | 2,50   | 0,73   | 1,33   |        | 4,50       | E    |

#### Seria 2
| Loc | Sportivă          | Țară          | Valuri | Valuri | Valuri | Valuri | Valuri | Valuri | Valuri | Valuri | Valuri | Scor total | Note |
| Loc | Sportivă          | Țară          | 1      | 2      | 3      | 4      | 5      | 6      | 7      | 8      | 9      | Scor total | Note |
| --- | ----------------- | ------------- | ------ | ------ | ------ | ------ | ------ | ------ | ------ | ------ | ------ | ---------- | ---- |
| 1   | Sarah Baum [17]   | Africa de Sud | 0,53   | 1,00   | 0,23   | 2,47   | 4,83   | 5,67   | 0,77   | 0,13   | 1,73   | 10,50      | R3   |
| 2   | Camilla Kemp [11] | Germania      | 0,37   | 2,17   | 0,70   | 1,60   | 2,77   | 0,30   |        |        |        | 4,94       | E    |

#### Seria 3
| Loc | Sportivă             | Țară       | Valuri | Valuri | Valuri | Valuri | Valuri | Scor total | Note |
| Loc | Sportivă             | Țară       | 1      | 2      | 3      | 4      | 5      | Scor total | Note |
| --- | -------------------- | ---------- | ------ | ------ | ------ | ------ | ------ | ---------- | ---- |
| 1   | Shino Matsuda [18]   | Japonia    | 1,60   | 2,10   | 0,57   | 7,67   |        | 9,77       | R3   |
| 2   | Teresa Bonvalot [10] | Portugalia | 1,50   | 3,67   | 0,63   | 3,17   | 1,20   | 6,84       | E    |

#### Seria 4
| Loc | Sportivă           | Țară      | Valuri | Valuri | Valuri | Valuri | Valuri | Valuri | Scor total | Note |
| Loc | Sportivă           | Țară      | 1      | 2      | 3      | 4      | 5      | 6      | Scor total | Note |
| --- | ------------------ | --------- | ------ | ------ | ------ | ------ | ------ | ------ | ---------- | ---- |
| 1   | Johanne Defay [2]  | Franța    | 2,83   | 4,00   | 7,83   | 1,00   | 3,93   | 1,00   | 11,83      | R3   |
| 2   | Molly Picklum [16] | Australia | 1,00   | 5,83   | 0,67   | 1,60   |        |        | 7,43       | E    |

#### Seria 5
| Loc | Sportivă                | Țară      | Valuri | Valuri | Valuri | Valuri | Scor total | Note |
| Loc | Sportivă                | Țară      | 1      | 2      | 3      | 4      | Scor total | Note |
| --- | ----------------------- | --------- | ------ | ------ | ------ | ------ | ---------- | ---- |
| 1   | Tatiana Weston-Webb [1] | Brazilia  | 5,50   | 2,83   | 4,00   | 1,33   | 9,50       | R3   |
| 2   | Candelaria Resano [23]  | Nicaragua | 0,87   | 1,43   | 1,87   | 0,93   | 3,30       | E    |

#### Seria 6
| Loc | Sportivă            | Țară          | Valuri | Valuri | Valuri | Valuri | Valuri | Scor total | Note |
| Loc | Sportivă            | Țară          | 1      | 2      | 3      | 4      | 5      | Scor total | Note |
| --- | ------------------- | ------------- | ------ | ------ | ------ | ------ | ------ | ---------- | ---- |
| 1   | Yolanda Hopkins [8] | Portugalia    | 0,17   | 0,77   | 3,67   | 1,00   | 0,33   | 4,67       | R3   |
| 2   | Saffi Vette [22]    | Noua Zeelandă | 0,27   | 0,43   | 0,60   | 0,67   |        | 1,27       | E    |

#### Seria 7
| Loc | Sportivă                | Țară     | Valuri | Valuri | Valuri | Valuri | Valuri | Scor total | Note |
| Loc | Sportivă                | Țară     | 1      | 2      | 3      | 4      | 5      | Scor total | Note |
| --- | ----------------------- | -------- | ------ | ------ | ------ | ------ | ------ | ---------- | ---- |
| 1   | Tainá Hinckel [6]       | Brazilia | 3,23   | 3,30   | 3,80   |        |        | 7,10       | R3   |
| 2   | Sanoa Dempfle-Olin [12] | Canada   | 3,50   | 2,50   | 2,10   | 2,80   | 0,43   | 6,30       | E    |

#### Seria 8
| Loc | Sportivă                       | Țară   | Valuri | Valuri | Valuri | Valuri | Valuri | Scor total | Note |
| Loc | Sportivă                       | Țară   | 1      | 2      | 3      | 4      | 5      | Scor total | Note |
| --- | ------------------------------ | ------ | ------ | ------ | ------ | ------ | ------ | ---------- | ---- |
| 1   | Anat Lelior [5]                | Israel | 6,50   | 0,93   | 3,17   | 3,33   | 4,50   | 11,00      | R3   |
| 2   | Janire Gonzalez-Etxabarri [13] | Spania | 0,20   | 2,50   | 0,30   |        |        | 2,80       | E    |

### Tablou
Tabloul a fost determinat pe baza clasamentului făcut pentru runda a 3-a (optimi de finală). Câștigătoarea din fiecare confruntare directă s-a calificat în runda următoare.
|  | Runda 3 29 iulie | Runda 3 29 iulie          | Runda 3 29 iulie |                           |       | Sferturi de finală 1 august | Sferturi de finală 1 august | Sferturi de finală 1 august |                      |      | Semifinale 5 august | Semifinale 5 august | Semifinale 5 august |                           |                           | Medalia de aur 5 august   | Medalia de aur 5 august | Medalia de aur 5 august |  |
|  |                  |                           |                  |                           |       |                             |                             |                             |                      |      |                     |                     |                     |                           |                           |                           |                         |                         |  |
|  | 9                | Caroline Marks (USA)      | 6,93             |                           |       |                             |                             |                             |                      |      |                     |                     |                     |                           |                           |                           |                         |                         |  |
|  | 9                | Caroline Marks (USA)      | 6,93             |                           |       |                             |                             |                             |                      |      |                     |                     |                     |                           |                           |                           |                         |                         |  |
|  | 14               | Siqi Yang (CHN)           | 1,63             |                           |       |                             |                             |                             |                      |      |                     |                     |                     |                           |                           |                           |                         |                         |  |
|  | 14               | Siqi Yang (CHN)           | 1,63             |                           | 9     | Caroline Marks (USA)        | 7,77                        |                             |                      |      |                     |                     |                     |                           |                           |                           |                         |                         |  |
|  |                  |                           |                  |                           | 9     | Caroline Marks (USA)        | 7,77                        |                             |                      |      |                     |                     |                     |                           |                           |                           |                         |                         |  |
|  |                  |                           | 20               | Tyler Wright (AUS)        | 5,37  |                             |                             |                             |                      |      |                     |                     |                     |                           |                           |                           |                         |                         |  |
|  | 20               | Tyler Wright (AUS)        | 20               | Tyler Wright (AUS)        | 5,37  | 11,10                       |                             |                             |                      |      |                     |                     |                     |                           |                           |                           |                         |                         |  |
|  | 20               | Tyler Wright (AUS)        |                  |                           |       |                             |                             |                             |                      |      |                     |                     |                     |                           |                           |                           |                         |                         |  |
|  | 5                | Anat Lelior (ISR)         | 7,74             |                           |       |                             |                             |                             |                      |      |                     |                     |                     |                           |                           |                           |                         |                         |  |
|  | 5                | Anat Lelior (ISR)         | 7,74             |                           | 9     | Caroline Marks (USA)        | 12,17                       |                             |                      |      |                     |                     |                     |                           |                           |                           |                         |                         |  |
|  |                  |                           |                  |                           |       |                             |                             |                             |                      |      |                     |                     |                     |                           |                           |                           |                         |                         |  |
|  |                  |                           | 2                | Johanne Defay (FRA)       | 12,17 |                             |                             |                             |                      |      |                     |                     |                     |                           |                           |                           |                         |                         |  |
|  | 21               | Vahine Fierro (FRA)       | 2                | Johanne Defay (FRA)       | 12,17 | 7,54                        |                             |                             |                      |      |                     |                     |                     |                           |                           |                           |                         |                         |  |
|  | 21               | Vahine Fierro (FRA)       |                  |                           |       |                             |                             |                             |                      |      |                     |                     |                     |                           |                           |                           |                         |                         |  |
|  | 2                | Johanne Defay (FRA)       | 9,00             |                           |       |                             |                             |                             |                      |      |                     |                     |                     |                           |                           |                           |                         |                         |  |
|  | 2                | Johanne Defay (FRA)       | 9,00             |                           | 2     | Johanne Defay (FRA)         | 10,34                       |                             |                      |      |                     |                     |                     |                           |                           |                           |                         |                         |  |
|  |                  |                           |                  |                           | 2     | Johanne Defay (FRA)         | 10,34                       |                             |                      |      |                     |                     |                     |                           |                           |                           |                         |                         |  |
|  |                  |                           | 7                | Carissa Moore (USA)       | 6,50  |                             |                             |                             |                      |      |                     |                     |                     |                           |                           |                           |                         |                         |  |
|  | 7                | Carissa Moore (USA)       | 7                | Carissa Moore (USA)       | 6,50  | 8,16                        |                             |                             |                      |      |                     |                     |                     |                           |                           |                           |                         |                         |  |
|  | 7                | Carissa Moore (USA)       |                  |                           |       |                             |                             |                             |                      |      |                     |                     |                     |                           |                           |                           |                         |                         |  |
|  | 17               | Sarah Baum (RSA)          | 3,87             |                           |       |                             |                             |                             |                      |      |                     |                     |                     |                           |                           |                           |                         |                         |  |
|  | 17               | Sarah Baum (RSA)          | 3,87             |                           | 9     | Caroline Marks (USA)        | 10,50                       |                             |                      |      |                     |                     |                     |                           |                           |                           |                         |                         |  |
|  |                  |                           |                  |                           |       |                             |                             |                             |                      |      |                     |                     |                     |                           |                           |                           |                         |                         |  |
|  |                  |                           | 1                | Tatiana Weston-Webb (BRA) | 10,33 |                             |                             |                             |                      |      |                     |                     |                     |                           |                           |                           |                         |                         |  |
|  | 3                | Nadia Erostarbe (ESP)     | 1                | Tatiana Weston-Webb (BRA) | 10,33 | 8,34                        |                             |                             |                      |      |                     |                     |                     |                           |                           |                           |                         |                         |  |
|  | 3                | Nadia Erostarbe (ESP)     |                  |                           |       | 8,34                        |                             |                             |                      |      |                     |                     |                     |                           |                           |                           |                         |                         |  |
|  | 18               | Shino Matsuda (JPN)       | 5,84             |                           |       |                             |                             |                             |                      |      |                     |                     |                     |                           |                           |                           |                         |                         |  |
|  | 18               | Shino Matsuda (JPN)       | 5,84             |                           | 3     | Nadia Erostarbe (ESP)       | 6,34                        |                             |                      |      |                     |                     |                     |                           |                           |                           |                         |                         |  |
|  |                  |                           |                  |                           | 3     | Nadia Erostarbe (ESP)       | 6,34                        |                             |                      |      |                     |                     |                     |                           |                           |                           |                         |                         |  |
|  |                  |                           | 1                | Tatiana Weston-Webb (BRA) | 8,10  |                             |                             |                             |                      |      |                     |                     |                     |                           |                           |                           |                         |                         |  |
|  | 24               | Caitlin Simmers (USA)     | 1                | Tatiana Weston-Webb (BRA) | 8,10  | 1,93                        |                             |                             |                      |      |                     |                     |                     |                           |                           |                           |                         |                         |  |
|  | 24               | Caitlin Simmers (USA)     |                  |                           |       |                             |                             |                             |                      |      |                     |                     |                     |                           |                           |                           |                         |                         |  |
|  | 1                | Tatiana Weston-Webb (BRA) | 12,34            |                           |       |                             |                             |                             |                      |      |                     |                     |                     |                           |                           |                           |                         |                         |  |
|  | 1                | Tatiana Weston-Webb (BRA) | 12,34            |                           | 1     | Tatiana Weston-Webb (BRA)   | 13,66                       |                             |                      |      |                     |                     |                     |                           |                           |                           |                         |                         |  |
|  |                  |                           |                  |                           |       |                             |                             |                             |                      |      |                     |                     |                     |                           |                           |                           |                         |                         |  |
|  |                  |                           | 15               | Brisa Hennessy (CRC)      | 6,17  |                             |                             |                             |                      |      |                     |                     |                     |                           |                           |                           |                         |                         |  |
|  | 19               | Luana Silva (BRA)         | 15               | Brisa Hennessy (CRC)      | 6,17  | 6,77                        |                             |                             |                      |      |                     |                     |                     | Medalia de bronz 5 august | Medalia de bronz 5 august | Medalia de bronz 5 august |                         |                         |  |
|  | 19               | Luana Silva (BRA)         |                  |                           |       |                             |                             |                             |                      |      |                     |                     |                     |                           |                           |                           |                         |                         |  |
|  | 6                | Tainá Hinckel (BRA)       | 5,93             |                           |       |                             |                             |                             |                      |      |                     |                     |                     |                           |                           |                           |                         |                         |  |
|  | 6                | Tainá Hinckel (BRA)       | 5,93             |                           | 19    | Luana Silva (BRA)           | 5,47                        |                             |                      | 2    | Johanne Defay (FRA) | 12,66               |                     |                           |                           |                           |                         |                         |  |
|  |                  |                           |                  |                           | 19    | Luana Silva (BRA)           | 5,47                        |                             |                      | 2    | Johanne Defay (FRA) | 12,66               |                     |                           |                           |                           |                         |                         |  |
|  |                  |                           | 15               | Brisa Hennessy (CRC)      | 6,37  |                             |                             | 15                          | Brisa Hennessy (CRC) | 4,93 |                     |                     |                     |                           |                           |                           |                         |                         |  |
|  | 15               | Brisa Hennessy (CRC)      | 15               | Brisa Hennessy (CRC)      | 6,37  | 12,34                       |                             | 15                          | Brisa Hennessy (CRC) | 4,93 |                     |                     |                     |                           |                           |                           |                         |                         |  |
|  | 15               | Brisa Hennessy (CRC)      |                  |                           |       |                             |                             |                             |                      |      |                     |                     |                     |                           |                           |                           |                         |                         |  |
|  | 8                | Yolanda Hopkins (POR)     | 9,90             |                           |       |                             |                             |                             |                      |      |                     |                     |                     |                           |                           |                           |                         |                         |  |

### Runda 3
În runda a treia (optimi de finală), sportivele au fost de asemenea repartizatei în opt serii a câte două fiecare, prima sportivă avansând în sferturile de finală, iar a doua fiind eliminată.

#### Seria 1
| Loc | Sportivă           | Țară                       | Valuri | Valuri | Valuri | Valuri | Scor total | Note |
| Loc | Sportivă           | Țară                       | 1      | 2      | 3      | 4      | Scor total | Note |
| --- | ------------------ | -------------------------- | ------ | ------ | ------ | ------ | ---------- | ---- |
| 1   | Caroline Marks [9] | Statele Unite ale Americii | 2,00   | 2,60   | 4,33   | 0,37   | 6,93       | SF   |
| 2   | Siqi Yang [14]     | China                      | 0,50   | 1,00   | 0,20   | 0,63   | 1,63       | E    |

#### Seria 2
| Loc | Sportivă          | Țară      | Valuri | Valuri | Valuri | Valuri | Valuri | Valuri | Valuri | Valuri | Valuri | Scor total | Note |
| Loc | Sportivă          | Țară      | 1      | 2      | 3      | 4      | 5      | 6      | 7      | 8      | 9      | Scor total | Note |
| --- | ----------------- | --------- | ------ | ------ | ------ | ------ | ------ | ------ | ------ | ------ | ------ | ---------- | ---- |
| 1   | Tyler Wright [20] | Australia | 5,83   | 2,67   | 0,70   | 2,60   | 2,43   | 2,50   | 0,33   | 1,23   | 5,27   | 11,10      | SF   |
| 2   | Anat Lelior [5]   | Israel    | 0,50   | 4,67   | 1,07   | 3,07   | 0,80   | 0,97   | 1,93   | 0,43   |        | 7,74       | E    |

#### Seria 3
| Loc | Sportivă           | Țară   | Valuri | Valuri | Valuri | Valuri | Valuri | Valuri | Valuri | Scor total | Note |
| Loc | Sportivă           | Țară   | 1      | 2      | 3      | 4      | 5      | 6      | 7      | Scor total | Note |
| --- | ------------------ | ------ | ------ | ------ | ------ | ------ | ------ | ------ | ------ | ---------- | ---- |
| 1   | Johanne Defay [2]  | Franța | 3,00   | 0,57   | 3,33   | 2,20   | 5,00   | 4,00   | 3,07   | 9,00       | SF   |
| 2   | Vahine Fierro [21] | Franța | 3,77   | 1,77   | 3,77   | 2,23   | 1,93   | 1,43   |        | 7,54       | E    |

#### Seria 4
| Loc | Sportivă          | Țară                       | Valuri | Valuri | Valuri | Valuri | Valuri | Valuri | Scor total | Note |
| Loc | Sportivă          | Țară                       | 1      | 2      | 3      | 4      | 5      | 6      | Scor total | Note |
| --- | ----------------- | -------------------------- | ------ | ------ | ------ | ------ | ------ | ------ | ---------- | ---- |
| 1   | Carissa Moore [7] | Statele Unite ale Americii | 2,50   | 3,83   | 0,50   | 0,77   | 2,30   | 4,33   | 8,16       | SF   |
| 2   | Sarah Baum [17]   | Africa de Sud              | 1,87   | 0,50   | 2,00   | 0,77   |        |        | 3,87       | E    |

#### Seria 5
| Loc | Sportivă            | Țară    | Valuri | Valuri | Valuri | Valuri | Valuri | Scor total | Note |
| Loc | Sportivă            | Țară    | 1      | 2      | 3      | 4      | 5      | Scor total | Note |
| --- | ------------------- | ------- | ------ | ------ | ------ | ------ | ------ | ---------- | ---- |
| 1   | Nadia Erostarbe [3] | Spania  | 3,50   | 0,50   | 4,77   | 0,77   | 3,57   | 8,34       | SF   |
| 2   | Shino Matsuda [18]  | Japonia | 2,67   | 3,17   |        |        |        | 5,84       | E    |

#### Seria 6
| Loc | Sportivă                | Țară                       | Valuri | Valuri | Valuri | Valuri | Valuri | Scor total | Note |
| Loc | Sportivă                | Țară                       | 1      | 2      | 3      | 4      | 5      | Scor total | Note |
| --- | ----------------------- | -------------------------- | ------ | ------ | ------ | ------ | ------ | ---------- | ---- |
| 1   | Tatiana Weston-Webb [1] | Brazilia                   | 0,30   | 6,17   | 6,17   | 3,33   | 0,20   | 12,34      | SF   |
| 2   | Caitlin Simmers [24]    | Statele Unite ale Americii | 0,27   | 1,50   | 0,43   |        |        | 1,93       | E    |

#### Seria 7
| Loc | Sportivă          | Țară     | Valuri | Valuri | Valuri | Valuri | Valuri | Scor total | Note |
| Loc | Sportivă          | Țară     | 1      | 2      | 3      | 4      | 5      | Scor total | Note |
| --- | ----------------- | -------- | ------ | ------ | ------ | ------ | ------ | ---------- | ---- |
| 1   | Luana Silva [19]  | Brazilia | 2,50   | 2,17   | 3,50   | 3,27   |        | 6,77       | SF   |
| 2   | Tainá Hinckel [6] | Brazilia | 0,80   | 1,77   | 2,93   | 3,00   | 0,17   | 5,93       | E    |

#### Seria 8
| Loc | Sportivă            | Țară       | Valuri | Valuri | Valuri | Valuri | Valuri | Valuri | Valuri | Valuri | Scor total | Note |
| Loc | Sportivă            | Țară       | 1      | 2      | 3      | 4      | 5      | 6      | 7      | 8      | Scor total | Note |
| --- | ------------------- | ---------- | ------ | ------ | ------ | ------ | ------ | ------ | ------ | ------ | ---------- | ---- |
| 1   | Brisa Hennessy [15] | Costa Rica | 0,83   | 4,17   | 7,67   | 0,50   | 2,17   | 0,50   | 2,57   | 4,67   | 12,34      | SF   |
| 2   | Yolanda Hopkins [8] | Portugalia | 6,33   | 3,57   | 1,33   | 1,83   | 1,60   |        |        |        | 9,90       | E    |

### Sferturi de finală
Seria 1
| Loc | Sportivă           | Țară                       | Valuri | Valuri | Valuri | Valuri | Valuri | Valuri | Scor total | Note |
| Loc | Sportivă           | Țară                       | 1      | 2      | 3      | 4      | 5      | 6      | Scor total | Note |
| --- | ------------------ | -------------------------- | ------ | ------ | ------ | ------ | ------ | ------ | ---------- | ---- |
| 1   | Caroline Marks [9] | Statele Unite ale Americii | 4,00   | 2,33   | 2,17   | 0,20   | 3,77   | 0,50   | 7,77       | SE   |
| 2   | Tyler Wright [20]  | Australia                  | 1,00   | 3,50   | 1,87   | 0,87   |        |        | 5,37       | E    |

Seria 2
| Loc | Sportivă          | Țară                       | Valuri | Valuri | Valuri | Valuri | Valuri | Valuri | Scor total | Note |
| Loc | Sportivă          | Țară                       | 1      | 2      | 3      | 4      | 5      | 6      | Scor total | Note |
| --- | ----------------- | -------------------------- | ------ | ------ | ------ | ------ | ------ | ------ | ---------- | ---- |
| 1   | Johanne Defay [2] | Franța                     | 5,67   | 1,90   | 4,67   | 0,60   | 2,17   | 4,50   | 10,34      | SE   |
| 2   | Carissa Moore [7] | Statele Unite ale Americii | 0,50   | 3,00   | 3,50   | 1,00   | 1,97   |        | 6,50       | E    |

Seria 3
| Loc | Sportivă                | Țară     | Valuri | Valuri | Valuri | Valuri | Valuri | Valuri | Valuri | Scor total | Note |
| Loc | Sportivă                | Țară     | 1      | 2      | 3      | 4      | 5      | 6      | 7      | Scor total | Note |
| --- | ----------------------- | -------- | ------ | ------ | ------ | ------ | ------ | ------ | ------ | ---------- | ---- |
| 1   | Nadia Erostarbe [3]     | Spania   | 0,20   | 0,37   | 0,50   | 2,77   | 3,57   | 0,83   |        | 6,34       | E    |
| 2   | Tatiana Weston-Webb [1] | Brazilia | 3,33   | 2,67   | 0,50   | 3,03   | 1,23   | 3,60   | 4,50   | 8,10       | SE   |

Seria 4
| Loc | Sportivă            | Țară       | Valuri | Valuri | Valuri | Valuri | Valuri | Valuri | Scor total | Note |
| Loc | Sportivă            | Țară       | 1      | 2      | 3      | 4      | 5      | 6      | Scor total | Note |
| --- | ------------------- | ---------- | ------ | ------ | ------ | ------ | ------ | ------ | ---------- | ---- |
| 1   | Luana Silva [19]    | Brazilia   | 0,30   | 0,27   | 0,57   | 2,23   | 2,57   | 2,90   | 5,47       | E    |
| 2   | Brisa Hennessy [15] | Costa Rica | 2,33   | 0,47   | 3,17   | 3,20   | 0,37   |        | 6,37       | SE   |

### Semifinale
Seria 1
Deoarece scorurile finale au fost egale, Caroline Marks a câștigat proba deoarece a avut cel mai mare punctaj pe un singur val (7,00),
| Loc | Sportivă           | Țară                       | Valuri | Valuri | Valuri | Valuri | Valuri | Valuri | Scor total | Note |
| Loc | Sportivă           | Țară                       | 1      | 2      | 3      | 4      | 5      | 6      | Scor total | Note |
| --- | ------------------ | -------------------------- | ------ | ------ | ------ | ------ | ------ | ------ | ---------- | ---- |
| 1   | Caroline Marks [9] | Statele Unite ale Americii | 5,17   | 5,00   | 7,00   | 0,47   |        |        | 12,17      | F    |
| 2   | Johanne Defay [2]  | Franța                     | 5,67   | 4,00   | 3,00   | 0,47   | 6,50   | 3,30   | 12,17      | 3/4  |

Seria 2
| Loc | Sportivă                | Țară       | Valuri | Valuri | Valuri   | Valuri | Valuri | Valuri | Scor total | Note |
| Loc | Sportivă                | Țară       | 1      | 2      | 3        | 4      | 5      | 6      | Scor total | Note |
| --- | ----------------------- | ---------- | ------ | ------ | -------- | ------ | ------ | ------ | ---------- | ---- |
| 1   | Tatiana Weston-Webb [1] | Brazilia   | 2,67   | 0,57   | 5,33     | 4,00   | 5,30   | 8,33   | 13,66      | F    |
| 2   | Brisa Hennessy [15]     | Costa Rica | 1,93   | 0,00*  | 4,83 PEN | 6,17   | 0,33   |        | 6,17       | 3/4  |

### Seria pentru medalia de bronz
| Loc | Surfer              | Țară       | Valuri | Valuri | Valuri | Valuri | Valuri | Valuri | Valuri | Valuri | Valuri | Scor total | Note |
| Loc | Surfer              | Țară       | 1      | 2      | 3      | 4      | 5      | 6      | 7      | 8      | 9      | Scor total | Note |
| --- | ------------------- | ---------- | ------ | ------ | ------ | ------ | ------ | ------ | ------ | ------ | ------ | ---------- | ---- |
| 1   | Johanne Defay [2]   | Franța     | 0,20   | 5,83   | 5,27   | 5,57   | 0,53   | 6,83   | 0,50   | 0,70   | 4,17   | 12,66      | 3    |
| 2   | Brisa Hennessy [15] | Costa Rica | 3,00   | 1,50   | 1,93   |        |        |        |        |        |        | 4,93       | 4    |

### Seria pentru medalia de aur
| Loc | Surfer                  | Țară                       | Valuri | Valuri | Valuri | Valuri | Valuri | Scor total | Note |
| Loc | Surfer                  | Țară                       | 1      | 2      | 3      | 4      | 5      | Scor total | Note |
| --- | ----------------------- | -------------------------- | ------ | ------ | ------ | ------ | ------ | ---------- | ---- |
| 1   | Caroline Marks [9]      | Statele Unite ale Americii | 0,50   | 7,50   | 1,43   | 3,00   | 2,00   | 10,50      | 1    |
| 2   | Tatiana Weston-Webb [1] | Brazilia                   | 0,33   | 0,43   | 5,83   | 1,80   | 4,50   | 10,33      | 2    |